# Rudge (motocykl)
Rudge – brytyjska marka motocykli produkowanych w latach 1911–1946 przez przedsiębiorstwo Rudge Whitworth Cycles, powstałe z połączenia dwóch warsztatów produkujących rowery. Pierwszą znaną konstrukcją był napędzany przekładnią pasową model Rudge Multi, który wyposażony był w 21-biegową skrzynię biegów. Rudge wytwarzał w połowie lat 1920. jednocylindrowe wyścigowe motocykle z czterozaworową głowicą Rudge Ulster o pojemności 499 cm3 i mocy 30 KM, które osiągały prędkość maksymalną przekraczającą 160 km/h.